# 20585 Wentworth
A 20585 Wentworth (ideiglenes jelöléssel 1999 RG160) a Naprendszer kisbolygóövében található aszteroida. A LINEAR projekt keretében fedezték fel 1999. szeptember 9-én.